# پیسفول ولی رنچ
پیسفول ولی رنچ (به انگلیسی: Peaceful Valley Ranch) یک مزرعه (محل) در ایالات متحده آمریکا است که در مدورا، داکوتای شمالی واقع شده‌است.